# Sorso
Sorso (sardisch Sossu) ist eine italienische Gemeinde im Norden von Sardinien, entlang der Küste Marina di Sorso, am Golf Asinara zwischen Porto Torres und Castelsardo und hat 14.374 Einwohner (Stand 31. Dezember 2023).
Die angrenzenden Gemeinden sind Castelsardo, Sassari, Sennori und Tergu.

## Wirtschaft
In und um Sorso werden verschiedene Lebensmittel produziert, wie Olivenöl, Gemüse, Wein und Käse. Die Gemeinde gibt dem lieblichen Muskateller-Wein Moscato di Sorso-Sennori ihren Namen.
Ein wichtiger Zweig der Wirtschaft neben dem Handel ist der Tourismus.

## Verkehr
Sorso ist die Endstation der von Sassari kommenden Bahnstrecke Sassari–Sorso, die regelmäßig mit Zügen der FdS bedient wird.